# هنري بيج
هنري بيج (16 نوفمبر 1788 - ) (بالإنجليزية: Henry Page)‏ هو لاعب كريكت بريطاني.